# Andrej Olegovics Jescsenko
Andrej Olegovics Jescsenko (oroszul: Андрей Олегович Ещенко; Irkutszk, 1984. február 9. –) orosz válogatott labdarúgó, jelenleg az Anzsi Mahacskala játékosa.

## Sikerei, díjai
Dinamo Kijiv
- Ukrán kupagyőztes (1): 2005–06
- Ukrán szuperkupagyőztes (1): 2006

## Fordítás
- Ez a szócikk részben vagy egészben  az   Andrey Yeshchenko című angol Wikipédia-szócikk fordításán alapul.  Az eredeti cikk szerkesztőit annak laptörténete sorolja fel. Ez a jelzés csupán a megfogalmazás eredetét és a szerzői jogokat jelzi, nem szolgál a cikkben szereplő információk forrásmegjelöléseként.